# Джерсийский гигант
Джерси́йский гига́нт — редкая и самая крупная мясо-яичная порода кур в мире, родом из Соединённых Штатов Америки. Выделяется размерами и густым оперением. Стандарт породы был зафиксирован в 1992 году. Куры этой породы, созданной в конце XIX века, настолько крупные, что не способны преодолеть изгородь.

## История происхождения породы
Впервые эту породу кур начали разводить в 1870-м году Джон и Томас Блэки в Берлингтоне, штат Вермонт, США с целью заменить индейку. В 1915 году заводчик Декстер П. Ухам из Нью-Джерси, США, назвал эту породу Джерсийский гигант. Стандарт породы был зафиксирован в 1992 году.
Порода была получена путём скрещивания кур пород орпингтон, тёмная брама, чёрная ява и черный лангшан, таким образом был получен чёрный окрас. Чёрный цвет был добавлен в Стандарт совершенства (АСС) Американской ассоциации птицеводов в 1922 году.
В 1950-х годах был получен белый цвет (в 1947 году добавлен в АСС, а в 1994 году признан в Германии). В 1980 году в Англии — синий кружевной (в 2002 году добавлен в АСС).
Чёрный утверждён в 1947 году, голубой — в 2003 году (выведен в Великобритании).
В Англию порода была завезена в 1921 году.
Чтобы сохранить стандарты породы, рекламировать её и заниматься дальнейшим выращиванием, был создан «Национальный клуб любителей джерсийских гигантов» (англ. National Jersey Giant Club), занимающийся породой.

## Описание
Данная порода отличается крепким телосложением. Гребень у петухов крупный, у кур немного меньше. Гребень красный, листовидный, с 6 зубцами. Оперение густое. Куры и петухи породы очень спокойные и стресс не мешает яйцекладке. Однако если не следовать правилам, то петухи могут стать агрессивными. У кур присутствует инстинкт насиживания и материнский инстинкт. Однако он проявляется не у всех несушек. Мало того, куры могут раздавить яйца собственным весом. Порода морозоустойчивая, единственные слабые места — гребешок и серёжки, поэтому не рекомендуется выпускать кур на улицу при морозе ниже 5° С. Оперение редкое, мягкое и тяжёлое. Вес петухов в 1,5 года — 5,8—6,3 кг, вес кур — 4,4—4,5 кг, самые крупные достигают веса в 5 кг. Для кур этой породы не нужны высокие ограждения, так как для них ограждение высотой в метр — непреодолимое препятствие.
Чёрные джерсийские гиганты в среднем на 0,5 кг тяжелее белых и голубых гигантов. Несмотря на то, что сейчас порода огромна, в прошлом они были ещё тяжелее. Какое-то время мясная промышленность выращивала их как каплунов и бройлеров. Они растут не так быстро, как современные бройлеры, поэтому не так широко используются в мясной промышленности.

## Продуктивность
Одна из самых крупных пород кур в мире (порода брама может быть крупнее). Живая масса согласно стандарту: петухи 5,9—6,3 кг, куры— 3,5—4,5 кг. Некоторые петухи достигают массы в 6,5 и выше кг, но такие особи встречаются нечасто и вес не даёт им нормально оплодотворить кур. Чистый вес петухов в год — 3,8—4 кг, кур — 2,5—3,1 кг. Мясо наиболее вкусное в первый год жизни. Яйценоскость выше средней: 165—180, иногда и 200 яиц. Активный набор массы продолжается до 5 месяцев, и дальше на мясо содержать кур не рентабельно. Рост продолжается до 1,5 лет.

## Условия содержания
Кур этой породы заводят либо на мясо (несмотря на то, что птица медленно растет, у кур вкусное мясо), либо для украшения двора.
Молодых цыплят, которые только вылупились из яйца, вначале первые 12 часов не кормят, так как у них достаточно белка из яйца. Позже им дают варёное яйцо, но не более трех дней. Потом цыплят переводят на белковую и естественную пищу.
Цыплятам постарше дают белковые корма и естественную пищу — траву, насекомых, червей. Петушкам и курицам, которые предназначены на убой, нужно давать больше пищи, но при этом обязательно нужно следить, чтобы птица не зажирела.
Взрослым несушкам и петухам нужны комбикорма, а летом — трава, мел, зелень, овощи, и, обязательно — большое количество витаминов. Взрослые куры этой породы неприхотливы в питании, но им нужно давать больше кормов, так как эта птица крупнее, и поэтому требует больше кормов.
Также важно соблюдать количество кур в курятнике: на 1 курицу приходится 0,8-1 квадратный метр.